# Паутинниковые
Паути́нниковые, или кортина́риевые (лат. Cortinariaceae) — семейство грибов порядка Агариковые. Семейство очень гетерогенно, в современной микологии его предложено рассматривать как полифилетическую группу.

## Таксономия
Впервые серия Cortinariae была описана в 1876 г. Розе, а в ранг семейства Cortinariaceae трансформирована Эймом в 1934 г. Оба эти названия согласно Международному кодексу ботанической номенклатуры считались незаконными, так как были опубликованы без соблюдения правил, узаконил название Эйма в 1983 г. Поузар.
Статус паутинниковых несколько раз менялся, эту группу считали трибой семейства Agaricaceae, подсемейством семейства Naucoriaceae, самостоятельным порядком (Cortinariales), но чаще всего она трактовалась как семейство порядка агариковых. Состав семейства тоже часто менялся. Наиболее признанной была система Зингера (1962 г.), включавшая 15 родов, но в 1980 г. Кюнером была предложена новая, в которой, на основании большого комплекса научных данных было оставлено всего 6 родов. В более новых системах семейство всё же было расширено, в него включают около 25 родов.
Семейство, даже в наиболее узкой трактовке Кюнера, неоднородно, его делят на трибы Cortinarieae, Hebelomateae и Inocybeae.

## Морфология
Плодовые тела различных размеров и окраски, шляпконожечные, имеют общее и частное покрывало, обычно паутинистое или волокнистое (кортина). Кортина бывает хорошо заметна только на молодых экземплярах, позже исчезает, может оставлять заметные следы на ножке или шляпке.
Шляпка вначале коническая или колокольчатая (такая форма характерна для родов Galerina, Inocybe, Phaeocollybia) или полушаровидная (Cortinarius, Hebeloma) раскрывается до выпуклой или плоско-распростёртой. В центре может находиться острый или округлый бугорок. Поверхность белая или окрашенная, покрыта волокнами, реже чешуйками или гладкая, может быть сухая или слизистая. Цвет шляпки у разных родов имеет различную значимость. Galerina, Hebeloma, Naucoria имеют относительно однообразно окрашенные плодовые тела и окраска второстепенна для определения и таксономии, роды же Cortinarius и Inocybe очень разнообразны по окраске и изменения оттенков шляпки для них описываются тщательно. Характер поверхности используется как диагностический признак на уровне всех рангов внутри семейства. Слизистые шляпки имеют почти все представители родов Hebeloma, Phaeocollybia и двух подродов паутинника (Phlegmacium и Myxacium) и единичные виды родов Galerina, Gymnopilus и Inocybe. Гигрофанные шляпки характерны для всех видов Galerina, а у всех Inocybe этот признак отсутствует. Радиально-волокнистую, шелковистую или бархатистую поверхности имеют многие волоконницы, у большинства же представителей остальных родов шляпки гладкие и голые, но известны виды и в родах Cortinarius, Gymnopilus с войлочной или чешуйчатой поверхностью.
Мякоть мясистая, от плотной до очень тонкой, окраска чаще всего белая, желтоватая или бурая, у некоторых паутинников и волоконниц бывает голубой или фиолетовой. В этих же родах она может менять окраску на срезе на розовую или фиолетовую. Вкус обычно не выражен, но все виды Hebeloma, Hebelomina и Phaeocollybia имеют горькую мякоть, горечь встречается и у паутинников, гимнопилов. Запах у многих видов также отсутствует, паутинниковые, имеющие запах можно разделить на три группы: с редечным запахом (все виды Hebeloma, Hebelomina и некоторые паутинники), с мучным запахом (Galerina, Phaeocollybia) и с неприятным запахом земли или затхлой пыли (почти все волоконницы). Часть видов в родах Cortinarius, Gymnopilus и Inocybe имеют слабый фруктовый или «парфюмерный» запах, но его восприятие может быть субъективным.
Гименофор пластинчатый, пластинки от приросших до почти свободных, реже слабо низбегающие, относительно частые. Характер прикрепления пластинок к ножке варьирует у разных видов одного рода, поэтому используется только как внутриродовой признак. Толщина и частота пластинок тоже являются признаками, характерными для каждого конкретного вида. Цвет обычно различных оттенков жёлтого, коричневого, бурого или охристого, иногда фиолетовый. Наиболее разнообразна цветовая гамма в роде паутинник, для которого этот признак является систематическим: на нём основано, в совокупности с другими признаками, выделение подродов Phlegmacium и Dermocybe. Почти у всех паутинниковых окраска пластинок однотонная, кроме нескольких видов Hebeloma и Gymnopilus, у которых имеются более тёмные пятнышки. По этому признаку род Hebeloma разделяют на подроды, а в роде Gymnopilus используется для характеристики видов. Пластинки с белой или светлой каймой по краю характерны только для волоконниц и гебелом.
Ножка цилиндрическая, центральная, только некоторые тропические представители рода Gymnopilus (иногда они выделяются в отдельный род Pyrrhoglossum) имеют редуцированную боковую ножку или сидячие плодовые тела. Ножка может быть с утолщением в основании, часто с кольцом или кольцевыми зонами, оставшимися от кортины, поверхность может быть волокнистой или чешуйчатой. Клубневидное основание встречается у многих видов паутинника, волоконницы и Leucocortinarius. Род Phaeocollybia отличается корневидными и веретеновидными ножками, такие формы встречаются и у гебелом и паутинников. Поверхность может быть клейкой, что характерно для родов Phaeocollybia, Cortinarius (Myxacium) и некоторых галерин, большинство остальных представителей имеют ножки сухие, шелковистые или волокнистые, реже чешуйчатые. Мучнистый или отрубевидный налёт может быть в верхней части ножки у всех видов гебелом и некоторых галерин, волоконниц, а роды паутинник, Phaeocollybia, Leucocortinarius и Rozites характеризуются голой верхней частью ножки. Окраска в родах галерина и гимнопил обычно совпадает с окраской шляпки, у паутинников подрода Dermocybe — с окраской молодых пластинок, у других же представителей семейства может сильно отличаться. Цвет ножки имеет большое значение для диагностики видов паутинника (особенно в подродах Telamonia и Dermocybe) и волоконницы.
Споровый порошок жёлтых, красно-коричневых или бурых тонов. Споры очень разнообразны, округлой, овальной, фасолевидной формы, редко — почти шаровидные, часто с характерным рисунком поверхности. У волоконниц известны споры неправильной формы, с различными выступами или без них. Оболочка спор толстая, трёх-пятислойная. У галерин и гебелом есть виды с мешковидно или пузыревидно вздутыми споровыми оболочками, такой тип спор называют калиптратными и этот признак важен для характеристики видов.

## Экология
Преимущественно микоризные грибы, встречаются среди паутинниковых и почвенные или ксилофильные сапротрофы, реже — паразиты. Встречаются как в лесах и посадках, так и на открытых местах, среди трав. К микоризообразующим относятся роды Leucocortinarius, Cortinarius, Rozites, Hebeloma, Inocybe. Первые три из них живут исключительно в симбиозе с деревьями и кустарниками, остальные способны развиваться и без растения-хозяина. Растениями-симбионтами чаще всего являются хвойные (ель, сосна), буковые, берёза, ольха, ива, представители розовых, реже лещина, вересковые и некоторые другие. Роды Gymnopilus, Phaeocollybia и Galerina относятся к исключительно сапротрофным, эти грибы живут на древесине разной степени разложения, остатках листового и хвойного опада, на отмерших частях мхов (преимущественно галерины). Некоторые галерины могут участвовать в последней, самой продолжительной стадии разложения древесины. Отдельные виды (в родах Hebeloma, Gymnopilus) предпочитают обуглившиеся остатки древесины (карбофилы).
Семейство космополитично, но тяготеет к умеренному климату Северного и Южного полушарий, в тропиках широко распространены только виды Gymnopilus. Некоторые виды Galerina встречаются на всех континентах, включая Антарктиду, наиболее узкий ареал у рода Leucocortinarius, который известен только в Европе.

## Роды
В различных системах, существовавших до конца XX века неизменно признавались в семействе паутинниковых только 5 родов: Cortinarius, Inocybe, Hebeloma, Rozites и Naucoria. Ниже приведён расширенный список родов (в скобках — число видов по Нездойминого). Полужирным шрифтом выделены роды, относящиеся к сем. Паутинниковых согласно 10 изданию «Словаря грибов», для других в квадратных скобках даны варианты отнесения к другим семействам. 
- Alnicola — около 20 видов, во многих системах объединяется с родом Naucoria
- Anamika
- Aroramyces [Hysterangiaceae]
- Astrosporina [Inocybaceae]
- Auritella — 5 видов [Inocybaceae]
- Cortinarius typus — Паутинник — до 700 видов
- Cribbea
- Dermocybe — Дермоцибе — более 20 видов, иногда рассматривается как секция рода Cortinarius
- Descolea
- Descomyces
- Flammulaster [Inocybaceae]
- Galerina — Галерина — около 40 (200) видов [Strophariaceae]
- Gymnopilus — Гимнопил, или Огнёвка — около 60 видов[Strophariaceae]
- Hebeloma — Гебелома — около 70 видов [Strophariaceae]
- Hebelomina — Гебеломина — 3 вида [Strophariaceae]
- Hemistropharia
- Inocybe — Волоконница — около 200 видов, этот род в 2005 г. выделен в семейство Inocybaceae[4]
- Kjeldsenia — 1 вид [Claustulaceae (порядок Phallales)]
  - Kjeldsenia aureispora
- Leucocortinarius — Белопаутинник — 1 вид [Tricholomataceae]
  - Leucocortinarius bulbiger — Белопаутинник луковичноногий, или клубненосный
- Mallocybe — 10 видов
- Mackintoshia
- Mycolevis [Albatrellaceae]
- Nanstelocephala
- Naucoria — Наукория — 7 (около 20) [Strophariaceae]
- Pellidiscus — 1 вид [Inocybaceae]
  - Pellidiscus pallidus
- Phaeocollybia — Феоколлибия — 25 (34) видов
- Phaeogalera — 2 вида [Strophariaceae]
- Phaeosolenia — 1 вид [Cyphellaceae]
  - Phaeosolenia densa
- Protoglossum
- Pyrrhoglossum
- Quadrispora
- Rozites — Розитес, или Колпак — 1 вид, часто объединяется с родом Cortinarius (по Нездойминого — 14, они все в новых системах включены в род Cortinarius или переведены в другие роды)
  - Rozites caperatus — Колпак кольчатый, или Приболотник белый, или Розитес тусклый [syn.  Cortinarius caperatus]
- Stagnicola — 1 вид [Strophariaceae]
  - Stagnicola perplexa
- Stephanopus
- Thaxterogaster
- Tubaria — Тубария — около 15 видов [Inocybaceae или Strophariaceae]

## Практическое значение
Очень незначительное число видов из этого обширного семейства признаётся съедобным всеми авторами: это колпак кольчатый, белопаутинник, одна из волоконниц (Inocybe adaequata) и немногие виды паутинника. Колпак кольчатый считают очень вкусным, в некоторых странах употребляют как деликатес. Съедобные паутинники, такие, как паутинник превосходный (Cortinarius praestans), паутинник водянисто-голубой (Cortinarius cumatilis) тоже популярны в некоторых странах, но собирать их следует с особой осторожностью, так как точное определение неспециалистом может быть затруднено, многие авторы предлагают считать несъедобными все виды паутинников.
Большинство же остальных представителей ядовиты или несъедобны из-за неприятного вкуса или запаха. Много среди паутинниковых опасных смертельно ядовитых грибов: паутинник горный (Cortinarius orellanus), большинство волоконниц, некоторые растущие на древесине галерины. Последние особо опасны тем, что их легко спутать со съедобным опёнком летним.
Галерины содержат токсины, аналогичные токсинам бледной поганки и вызывают такое же отравление. В некоторых паутинниках (паутинник горный, Cortinarius rubellus, Cortinarius gentilis, Cortinarius splendens) обнаружено не менее 10 токсинов группы циклических пептидов, вызывающих тяжёлое и длительное отравление, которое может закончиться смертью даже через несколько месяцев. У 75% исследованных видов волоконниц и у некоторых гебелом обнаружен мускарин — ядовитый алкалоид, впервые открытый у мухомора красного. Волоконницы содержат этого яда значительно больше, чем мухоморы — смертельная доза некоторых из этих грибов составляет 40—80 граммов свежей мякоти, для сравнения, у мухоморов смертельная доза мускарина содержится в 3—4 килограммах плодовых тел. Ряд видов из родов гимнопил и волоконница содержат известный галлюциногенный токсин псилоцибин и некоторые другие вещества психотропного действия.